# Зеегребен
Зеегребен (нім. Seegräben) — громада  в Швейцарії в кантоні Цюрих, округ Гінвіль.

## Географія
Громада розташована на відстані близько 110 км на північний схід від Берна, 18 км на схід від Цюриха.
Зеегребен має площу 3,8 км², з яких на 16,1% дозволяється будівництво (житлове та будівництво доріг), 48,1% використовуються в сільськогосподарських цілях, 16,9% зайнято лісами, 18,8% не є продуктивними (річки, льодовики або гори).

## Демографія
2019 року в громаді мешкало 1430 осіб (+10,5% порівняно з 2010 роком), іноземців було 14,6%. Густота населення становила 379 осіб/км².
За віковим діапазоном населення розподілялося таким чином: 20,6% — особи молодші 20 років, 62,7% — особи у віці 20—64 років, 16,8% — особи у віці 65 років та старші. Було 598 помешкань (у середньому 2,4 особи в помешканні).
Із загальної кількості 579 працюючих 135 було зайнятих в первинному секторі, 64 — в обробній промисловості, 380 — в галузі послуг.